# Karl Appelmann
Karl Appelmann (* 24. Januar 1915 in Offenbach am Main; † 9. Mai 2015) war ein deutscher Politiker der SPD.

## Leben und Beruf
Nach dem Besuch der Volksschule in Offenbach am Main absolvierte Appelmann eine Lehre zum Dreher und arbeitete dann für die Stadtwerke seiner Heimatstadt. 1936 wurde er von der Gestapo für mehrere Monate aus politischen Gründen verhaftet. 1941 bis 1943 studierte er Maschinenbau und schloss das Studium 1944 als Maschinenbauingenieur ab. Danach arbeitete er als Teilekonstrukteur, Arbeitsvermittler beim Arbeitsamt Offenbach und war dann wieder bei den Stadtwerken beschäftigt. Später war er mehr als 30 Jahre lang ehrenamtliches Vorstandsmitglied der Arbeiterwohlfahrt in Offenbach.

## Partei
Appelmann trat 1931 der SPD und der Sozialistischen Arbeiterjugend bei. Für letztere war er auch nach dem Verbot 1933 illegal tätig. Nach dem Zweiten Weltkrieg engagierte er sich beim Wiederaufbau der SPD in Offenbach, deren Kreisvorsitzender er in den 1950er Jahren war.

## Abgeordneter
Appelmann war von 1946 bis 1962 Landtagsabgeordneter in Hessen. Er setzte sich im Landtag insbesondere auch für die Unabhängigkeit Offenbachs ein, das nach Plänen der amerikanischen Besatzungsmacht nach Frankfurt am Main eingemeindet werden sollte.

## Öffentliche Ämter
Von 1956 bis 1980 war Appelmann hauptamtlicher Bürgermeister von Offenbach am Main und in diesem Amt Leiter des Sport- und Gesundheitsdezernates sowie seit 1962 auch zuständig für die Stadtwerke.

## Ehrungen
Er wurde 1978 mit dem Verdienstkreuz 1. Klasse der Bundesrepublik Deutschland ausgezeichnet und zum Ehrenbürger der Stadt Offenbach ernannt.